# Galdhøpiggen
Galdhøpiggen é a montanha mais alta da Noruega, com 2469 m de altitude e 2372 m de proeminência topográfica. É também a montanha mais alta da Escandinávia e da Europa Setentrional. Fica na cordilheira Jotunheimen.

## Ligações externas

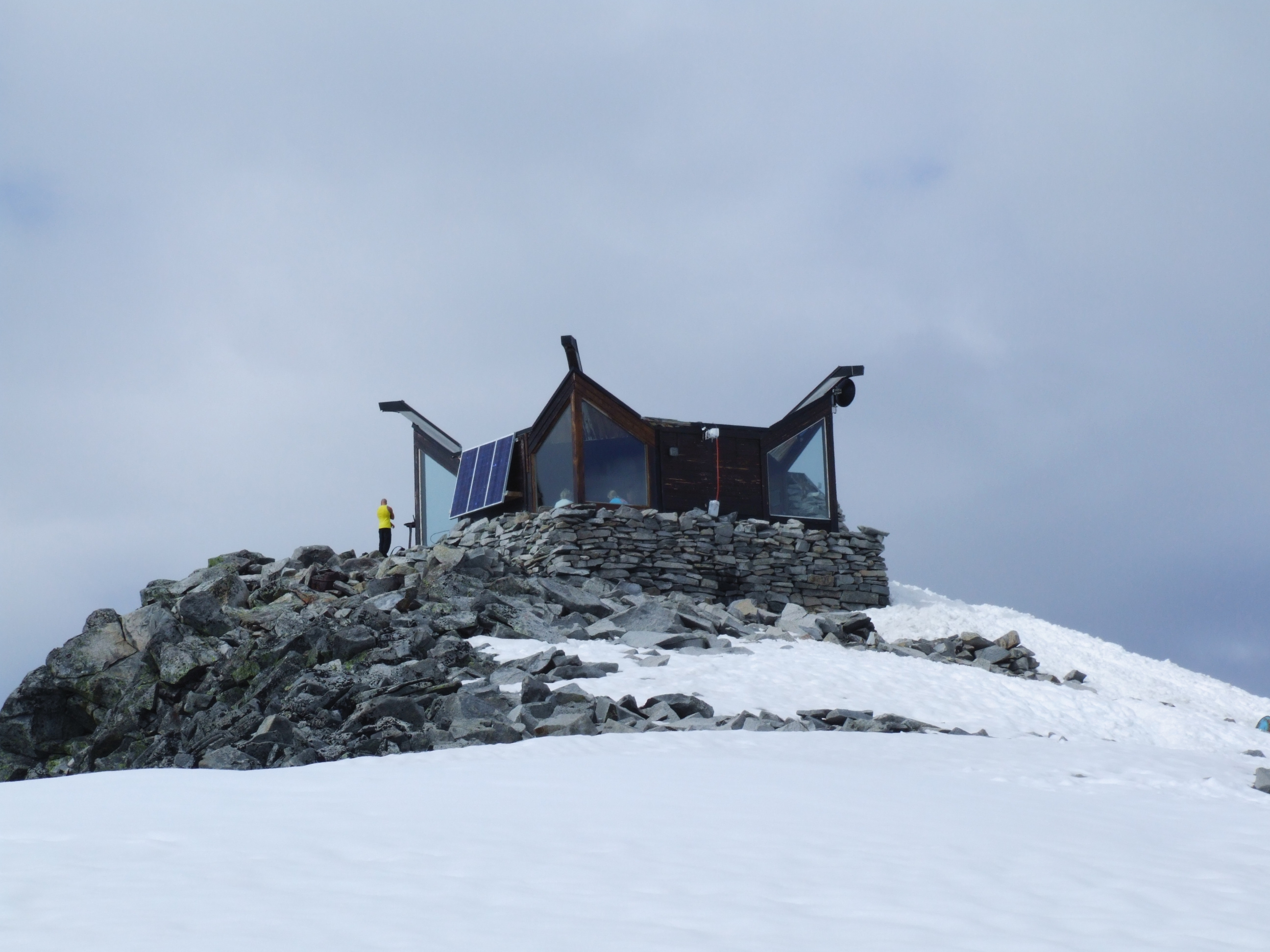
Construção no topo do Galdhøpiggen